# Macedonia en los Juegos Olímpicos de Londres 2012
Macedonia estuvo representada en los Juegos Olímpicos de Londres 2012 por un total de 4 deportistas. Responsable del equipo olímpico fue el Comité Olímpico de Macedonia, así como las federaciones deportivas nacionales de cada deporte con participación.
El portador de la bandera en la ceremonia de apertura fue el nadador Marko Blaževski. El equipo olímpico de Macedonia no obtuvo ninguna medalla en estos Juegos.